# Jásir al-Habib
Jásir Yahya Abdullah al-Habib. (* 20. leden 1979 Kuvajt) je šíitský klerik z Kuvajtu. Absolvoval politické vědy na Univerzitě v Kuvajtu a pracoval v médiích psaním politických článků.
Je známý pro své radikální názory na náboženství a jeho závěry a studie k dějinách islámu, spolu s jeho snahou šířit šíitský islám ve světě. Ve svých vystoupeních, přednáškách a esejích bývá radikálnější než většina dalších šíitských kleriků. Zvláště jeho otevřená kritika posvátných postav sunnitů, například následovníků proroka Mohameda Abú Bakra a Umara a jeho manželky Áiši. Bývá obviňovaný z vyvolávání rozporů mezi šíity a sunnity. Íránský duchovní vůdce Alí Chameneí v této souvislosti v říjnu 2010 vyhlásil náboženský výnos (fatvu) zakazující urážky žen a společníků proroka Mohameda.